# Дрегушень (комуна, Ясси)
Дрегушень, Дрегушені (рум. Drăgușeni) — комуна у повіті Ясси в Румунії. До складу комуни входять такі села (дані про населення за 2002 рік):
- Дрегушень (932 особи)
- Френчуджі (587 осіб)

Комуна розташована на відстані 295 км на північ від Бухареста, 29 км на південь від Ясс.

## Населення
У 2009 року у комуні проживали 1629 осіб.

## Зовнішні посилання
- Дані про комуну Дрегушень на сайті Ghidul Primăriilor